# Yuz Museum
Le Yuz Museum est un musée d'art contemporain à Shanghai.
Le musée a été fondé en 2014 par l’entrepreneur sino-indonésien Budi Tek.